# Orlando (Kalifornia)
Orlando település az Amerikai Egyesült Államok Kalifornia államában, Glenn megyében. Lakosainak száma 8298 fő (2020. április 1.).

## Közlekedés

### Vasút
A települést napi egy pár Coast Starlight néven futó Amtrak távolsági vonatjárat érintette, de 1982 óta útvonalváltozás miatt a vonatok Sacramentón át közlekednek.

## Népesség
A település népességének változása:

| 2010 | 7 291 |
| 2020 | 8 298 |